# Cathédrale Notre-Dame-des-Victoires de Fukuoka
Cette  cathédrale n’est pas la seule cathédrale Notre-Dame-des-Victoires.
La cathédrale Notre-Dame-des-Victoires est un édifice religieux catholique sis à Fukuoka, dans la partie méridionale du Japon. Édifiée en 1986, en remplacement d'un bâtiment plus ancien cette église est le siège (cathédrale) du diocèse de Fukuoka, suffragant de l'archidiocèse de Nagasaki. 

## Historique
Une petite chapelle en bois est attestée en 1896 à l'emplacement de l'actuelle cathédrale. En 1938, face à l'augmentation du nombre de fidèles à Fukuoka, il a été décidé d'agrandir l'édifice, qui a également subit une nouvelle extension en 1984. En 1986, l'église est détruite pour faire place à une cathédrale moderne faite de béton. Il ne reste de l'ancienne église que l'autel.
La cathédrale est le siège du diocèse de Fukuoka érigé sous Pie XI en 1927 par la bulle papale Catholicae Fidei.